# リベイラン・プレト
リベイロン・プレト（Ribeirão Preto [ʁibejˈɾɐ̃w ˈpɾetu]）は、ブラジルのサンパウロ州の都市である。人口は約71万人（2020年）。州都のサンパウロ市から313km、連邦首都のブラジリアから706kmの距離に位置する。
ポルトガル語の読み方では都市名が「R」で始まる為、「ヒベイラォン・プレート」となる。